# Talbot DD
La DD era un'autovettura di fascia medio-alta prodotta nel 1927 dalla Casa automobilistica Talbot.

## Profilo
Nel momento in cui la Talbot stava per riacquistare un po' di autonomia economica con l'arrivo della Talbot 14/45HP, fu lanciata anche la DD, una torpedo che praticamente si proponeva come un'alternativa più economica alla 14/45 HP. Con quest'ultima condivideva infatti gran parte della meccanica, a partire dal propulsore, un 6 cilindri da 1666 cm³ di cilindrata, in grado di erogare però solo 32 CV contro i 45 della 14/45 HP. La velocità massima era di circa 90 km/h.
Il corpo vettura era comunque piuttosto spazioso, grazie ai suoi 4.22 m di lunghezza, ma soprattutto grazie ai suoi 3.11 metri di passo.